# Rebecca Bühler
Rebecca Bühler (Triesenberg, 24 luglio 1992) è un'ex sciatrice alpina liechtensteinese.

## Biografia
Attiva in gare FIS dal novembre del 2007, la Bühler esordì in Coppa del Mondo il 13 novembre 2010 a Levi in slalom speciale, senza completare la prova, in Coppa Europa il 3 dicembre dello stesso anno a Lillehammer Kvitfjell in slalom gigante (27ª) e ai Campionati mondiali a Garmisch-Partenkirchen 2011, sua unica presenza iridata, dove non completò né lo slalom gigante né lo slalom speciale.
L'11 febbraio 2012 ottenne a Bad Wiessee in slalom speciale il suo unico podio in Coppa Europa, piazzandosi al 3º posto, e il 15 gennaio 2016 disputò la sua ultima gara in Coppa del Mondo, lo slalom speciale di Flachau che non completò (non portò a termine nessuna delle nove gare nel massimo circuito cui prese parte). Si ritirò al termine di quella stessa stagione 2015-2016 e la sua ultima gara fu lo slalom speciale dei Campionati liechtensteinesi 2016, disputato il 26 marzo a Malbun e non completato dalla Bühler.

## Palmarès

### Coppa Europa
- Miglior piazzamento in classifica generale: 74ª nel 2012
- 1 podio:
  - 1 terzo posto

### Campionati liechtensteinesi
- 6 medaglie:
  - 1 oro (slalom gigante nel 2009)
  - 5 argenti (slalom speciale nel 2008; slalom speciale nel 2009; slalom speciale nel 2010; slalom speciale nel 2015; slalom gigante nel 2016)